# Atenodoro de Bizâncio
Atenodoro (em grego:  Αθηνόδωρος), também conhecido por Atenogenes (em grego:  Αθηνογένης), foi bispo de Bizâncio entre 144 e 148. Durante o seu episcopado, que coincidiu com o período em que Bizâncio era governada pelo tirano Zeuxipo, houve um significativo aumento na população cristã. 

## Nova catedral

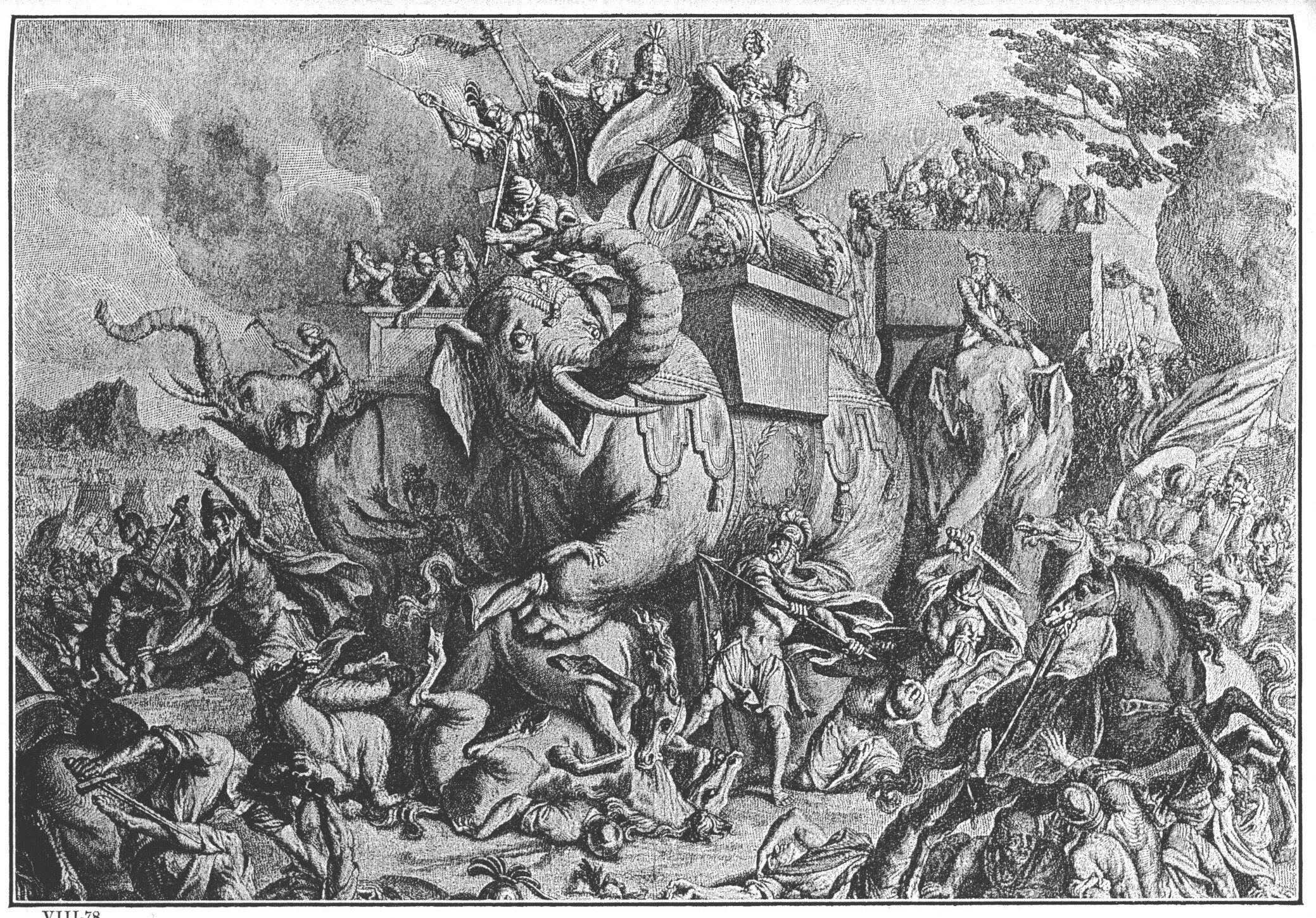
Eleazar
1 Mac 6:45

Atenodoro mandou construir uma segunda catedral na cidade, no distrito de Elaia, que seria depois renovada pelo imperador romano Constantino I, que queria ser enterrado lá. Ele acabou não sendo, pois foi considerado impróprio que o imperador fosse enterrado fora de Bizâncio. A catedral foi então dedicada ao martírio de Eleazar e a mulher com sete filhos, história relatada em II Macabeus.